# Sobočani
 Sobočani  falu Horvátországban Zágráb megyében. Közigazgatásilag Kloštar Ivanićhoz tartozik.

## Fekvése
Zágrábtól 38 km-re, községközpontjától  3 km-re délkeletre a megye keleti részén fekszik.

## Története
A település története során a kloštar ivanići Nagyboldogasszony plébániához tartozott. 
1857-ben 148, 1910-ben 331 lakosa volt. Trianonig Belovár-Kőrös vármegye Križi járásához tartozott. A településnek 2001-ben 419 lakosa volt.

## Lakosság
| Lakosság változása | Lakosság változása | Lakosság változása | Lakosság változása | Lakosság változása | Lakosság változása | Lakosság változása | Lakosság változása | Lakosság változása | Lakosság változása | Lakosság változása | Lakosság változása | Lakosság változása | Lakosság változása | Lakosság változása |
| ------------------ | ------------------ | ------------------ | ------------------ | ------------------ | ------------------ | ------------------ | ------------------ | ------------------ | ------------------ | ------------------ | ------------------ | ------------------ | ------------------ | ------------------ |
| 1857               | 1869               | 1880               | 1890               | 1900               | 1910               | 1921               | 1931               | 1948               | 1953               | 1961               | 1971               | 1981               | 1991               | 2001               |
| 148                | 159                | 154                | 212                | 257                | 331                | 392                | 467                | 455                | 390                | 416                | 487                | 286                | 300                | 419                |

## Nevezetességei
A temetőben álló,  a Szentlélek tiszteletére szentelt kápolnája.

## Külső hivatkozások
- Hivatalos oldal
- A Nagyboldogasszony plébánia honlapja